# Центр национальной компьютерной безопасности США
Центр национальной компьютерной безопасности США (англ. National Computer Security Center) — является частью Агентства национальной безопасности США. Он отвечает за безопасность компьютеров на федеральном уровне. В конце 80-х и начале 90-х годов, Агентство национальной безопасности и Центр национальной компьютерной безопасности США опубликовали ряд критериев оценки надежности компьютерных систем в радужной серии книг.

## Общие сведения
Центр национальной компьютерной безопасности (NCSC) является  частью правительственной организации Агентства национальной безопасности США. Он составляет критерии оценки безопасности вычислительной техники. Эти критерии гарантируют, что средства обработки секретной информации пользуются только проверенными компьютерными системами и компонентами. Организация работает в сфере промышленности, образования и правительства, в областях связанных с конфиденциальностью или высокой степенью секретности информации. Также центр поддерживает проведение научных исследований и стандартизацию проектов по разработке систем защиты информации. Более старое название Центра национальной компьютерной безопасности -  DoD Computer Security Center (CSC) — центр компьютерной защиты Министерства Обороны.

## История возникновения
В октябре 1967 года был собран оперативный научный совет для обсуждения вопросов компьютерной безопасности, в частности хранения и обработки секретной информации в компьютерных системах удалённого доступа.  В феврале 1970 года целевой группой был опубликован доклад "Security Controls for Computer Systems. В нём был сделан ряд рекомендаций по принятию политических и технических мер, которые нужны для уменьшения угрозы утечки секретной информации. В начале и середине 70-х годов были продемонстрированы технические проблемы, связанные с обменом ресурсами и информацией в компьютерных системах. DoD Computer Security Initiative была начата в 1977 году под эгидой Министра обороны для решения проблем компьютерной безопасности. Одновременно с усилиями Министра обороны  было начато другое исследование. Оно заключалось в определении и решении проблем компьютерной безопасности для построения защищенной компьютерной системы и оценки ее защищенности. Исследование проводилось под руководством Национального бюро стандартов (НБС). В рамках этой работы Национальное бюро стандартов провело два семинара по проверке и оценке компьютерной безопасности. Первый состоялся в марте 1977 года, а второй - в ноябре 1978 года. На втором семинаре был подготовлен окончательный документ, посвященный задачам, связанным с предоставлением критериев оценки компьютерной безопасности. The DoD Computer Security Center был образован в январе 1981 года Министерством Обороны для расширения работы, начатой DoD Computer Security Initiative, и изменил своё нынешнее название на National Computer Security Center в 1985 году. Входит в Агентство национальной безопасности США.

## Цели Центра национальной компьютерной безопасности США
Основной целью центра, как указано в его уставе, является поощрение широкой доступности надежных компьютерных систем, обрабатывающих секретную или конфиденциальную информацию. Критерии, представленные в этом документе, эволюционировали от более ранних критериев  Национального бюро стандартов.
Цели создания, указанные в документах:
1. Обеспечить основу для определения требований безопасности.
2. Обеспечить стандарт изготовления коммерческой продукции, удовлетворяющей требованиям доверия (с особым акцентом на предотвращение утечки и раскрытие данных) конфиденциальных и секретных приложений, и обеспечить широкую доступность этой продукции.
3. Предоставить подразделениям Министерства обороны США метрику для оценки степени доверия, которое может быть оказано компьютерным системам для безопасной обработки секретной или конфиденциальной информации. Метрика предоставляет оценки двух типов: оценка, выполненная на компьютере, не включая среду приложения; или оценка, показывающая, были ли приняты соответствующие меры безопасности, чтобы разрешить системе эксплуатационно использоваться в конкретной среде. Последний тип оценки называется сертификационной оценкой. Необходимо понимать, что, хотя оценка и называется сертификационной, ее получение все равно не является сертификацией или аккредитацией системы для использования в любой среде приложения. Прохождение сертификации предоставляет оценка компьютерной системы вместе с сопутствующими данными, описывающими сильные и слабые стороны системы с точки зрения компьютерной безопасности. Сертификация безопасности системы - процедура, осуществляемая в соответствии с действующими правилами выдачи сертификатов. Её все еще необходимо проводить, прежде чем использовать систему  для обработки секретной информации. Однако решающим в определении безопасности системы является утверждение, назначенное властями.

## Основные требования к компьютерной безопасности
Центром национальной компьютерной безопасности США было разработано шесть основных требований: четыре касаются контроля доступа к информации; и два касаются получения надежных гарантий того, что доступ к информации будет выполнен на доверенной компьютерной системе.

### Требование 1 - политика безопасности
Должна быть  четко определенная политика безопасности, которой руководствуется система.  С учетом выявленных субъектов и объектов, должен быть определен набор правил, которые используются системой, чтобы была возможность выявить, может ли данный субъект получить доступ к конкретному объекту.  Компьютерные системы должны руководствоваться политикой безопасности, которая включает в себя правила доступа к конфиденциальной или секретной информации для ее последующей обработки. Кроме того, необходимо дискреционное управление доступом , чтобы гарантировать, что только выбранные пользователи или группы пользователей могут получить доступ к данным.

### Требование 2 - маркировка
Метки управления доступом должны быть связаны с объектами. Для управления доступом к информации, хранящейся в компьютере, согласно правилам обязательной политики безопасности, должна быть возможность пометить каждый объект меткой, которая надежно идентифицирует этот объект. Например, классификация субъектов и объектов для предоставления доступа тем субъектам, которые потенциально могут получить доступ к объекту.  

### Требование 3 - идентификация
Отдельные субъекты должны быть идентифицированы. Доступ к информации должен осуществляться на основе того, кто запрашивает доступ и к каким классам информации он доступ имеет. Идентификация и авторизация должны надежно поддерживаться компьютерной системой и связываться с каждым активным элементом, который выполняет действия в системе, связанные с её безопасностью.

### Требование 4 - подотчетность
Аудиторская информация должна выборочно храниться и защищаться так, чтобы действия, влияющие на безопасность, могли быть отслежены до ответственной за эти действия стороны.  Доверенная система должна иметь возможность журналировать события, относящиеся к безопасности. Данные журнала, который ведется с целью расследования по факту нарушений безопасности, должны быть защищены от модификации и несанкционированного уничтожения. 

### Требование 5 - гарантия
Компьютерная система должна содержать аппаратные или программные механизмы, которые могут быть независимо оценены. Это делается для достаточной уверенности в том, что система обеспечивает выполнение требований 1-4 выше. Чтобы удостовериться, что политика безопасности, маркировка, идентификация и подотчетность реализуются компьютерной системой, нужна определенная и унифицированная коллекция аппаратного и программного обеспечения, которая выполняет эти функции. Эти механизмы обычно встроены в операционную систему и предназначены для выполнения  задачи в безопасном режиме. Основа доверия таким механизмам должна быть четко документирована таким образом, чтобы была возможна независимая экспертиза для доказательства достаточности этих механизмов. 

### Требование 6 - непрерывная защита
Надежные механизмы, которые соблюдают эти основные требования должны быть постоянно защищены от подделок и несанкционированных изменений. Никакая компьютерная система не может быть действительно безопасной, если основные механизмы оборудования и программного обеспечения, которые реализуют политику безопасности, сами подвержены несанкционированному изменению или подрывной деятельности.

## Мероприятия в области защиты информации
Центр компьютерной безопасности распространяет информацию о проблемах компьютерной безопасности в образовательных целях. Также организация проводит ежегодную Национальную конференцию по информационной безопасности систем. Конференция способствует повышению спроса и увеличению инвестиций в области исследования информационной безопасности.
Первой национальной конференцией является NISSC — the National Information Systems Security Conference. На протяжении 23 лет, еще за 10 лет до того, как был принят закон о компьютерной безопасности в 1987 году, конференция была лидирующим глобальным форумом по компьютерным и информационным системам безопасности.

## Публикации
Центр национальной компьютерной безопасности отвечает за публикации Оранжевой и Красной книг, подробно описывающих безопасное использование вычислительных систем и сетей с точки зрения сохранности информации. Критерии определения безопасности компьютерных систем являются частью публикаций «Радужной серии», которая в большинстве повторена в Common Criteria.
Также центр компьютерной безопасности выпустил несколько публикаций по тематике компьютерной безопасности.

### Основной список
[CSC] Department of Defense, «Password Management Guideline», CSC-STD-002-85, 12 April 1985, 31 pages.
Руководство описывает шаги по минимизации уязвимости паролей в каждом из случаев аутентификации на основе паролей.
[NCSC1] NCSC, «A Guide to Understanding AUDIT in Trusted Systems», NCSC-TG-001, Version-2, 1 June 1988, 25 pages.
Руководство по аудиту в доверенных системах по обнаружению вторжения в компьютерную систему и выявления неправильного использования её ресурсов.
[NCSC2] NCSC, «A Guide to Understanding DISCRETIONARY ACCESS CONTROL in Trusted Systems», NCSC-TG-003, Version-1, 30 September 1987, 29 pages.
Руководство по аудиту в доверенных системах по дискретному управлению доступом. Дискреционное управление доступом — самый pаспpостраненный тип механизма управления доступом, реализованного в компьютерных системах сегодня.
[NCSC3] NCSC, «A Guide to Understanding CONFIGURATION MANAGEMENT in Trusted Systems», NCSC-TG-006, Version-1, 28 March 1988, 31 pages.
Руководство по аудиту в доверенных системах по контролю за конфигурациями. Контроль за конфигурацией состоит из следующих этапов: идентификация, управление, пpотоколирование состояния и аудирование.
[NTISS] NTISS, «Advisory Memorandum on Office Automation Security Guideline», NTISSAM CONPUSEC/1-87, 16 January 1987, 58 pages.
Этот документ является pуководством для пользователей или администраторов, отвечающих за безопасность и за снабжение пpограммного и аппаратного обеспечения в АС. В этом руководстве описано следующее: физическая безопасность, кадровая безопасность, пpоцедурная безопасность, программно-аппаратные меры, защита от ПЭМИН и коммуникационная безопасность для автономных АС, АС, используемых как терминалы, подключенные к ГВМ, и АС, используемых в ЛВС. Производится дифференциация между АС, оснащенными НГМД (накопитель на гибких магнитных дисках) и НЖМД (накопитель на жестких магнитных дисках).

### Дополнительные публикации[14]
[NCSC4] National Computer Security Center, «Glossary of Computer Security Terms», NCSC-TG-004, NCSC, 21 October 1988.
Словарь терминов в компьютерной безопасности.

[NCSC5] National Computer Security Center, «Trusted Computer System Evaluation Criteria», DoD 5200.28-STD, CSC-STD-001-83, NCSC, December 1985.
Публикация о Критериях оценки надежных компьютерных систем

[NCSC7] National Computer Security Center, «Guidance for Applying the Department of Defense Trusted Computer System Evaluation Criteria in Specific Environments», CSC-STD-003-85, NCSC, 25 June 1985.
Публикация о применении Министерством обороны критериев оценки надежных компьютерных систем в специфических условиях.

[NCSC8] National Computer Security Center, «Technical Rationale Behind CSC-STD-003-85: Computer Security Requirements», CSC-STD-004-85, NCSC, 25 June 85.
Публикация технически объясняет CSC-STD-003-85: Требования компьютерной безопасности

[NCSC9] National Computer Security Center, «Magnetic Remanence Security Guideline», CSC-STD-005-85, NCSC, 15 November 1985.
Это руководство «Только для официального использования» согласно части 6 закона 86-36(50 U.S. Code 402). Распространение осуществляется только для правительственных агентств США и их агентов для защиты конфиденциальных технических, операционных и административных данных, относящихся к работе АНБ.

[NCSC10] National Computer Security Center, «Guidelines for Formal Verification Systems», Shipping list no.: 89-660-P, The Center, Fort George G. Meade, MD, 1 April 1990.
Публикация об основных принципах для формальных систем верификации.

[NCSC11] National Computer Security Center, «Glossary of Computer Security Terms», Shipping list no.: 89-254-P, The Center, Fort George G. Meade, MD, 21 October 1988.
Глоссарий терминов компьютерной безопасности

[NCSC12] National Computer Security Center, «Trusted UNIX Working Group (TRUSIX) rationale for selecting access control list features for the UNIX system», Shipping list no.: 90-076-P, The Center, Fort George G. Meade, MD, 1990.
Проверка UNIX Working Group (TRUSIX) для разрешения доступа к функциям управления списком для системы UNIX.

[NCSC13] National Computer Security Center, «Trusted Network Interpretation», NCSC-TG-005, NCSC, 31 July 1987.
[NCSC14] Tinto, M., «Computer Viruses: Prevention, Detection, and Treatment», National Computer Security Center C1 Technical Report C1-001-89, June 1989.
Компьютерные вирусы: профилактика, диагностика и лечение.

[NCSC15] National Computer Security Conference, «12th National Computer Security Conference: Baltimore Convention Center, Baltimore, MD, 10-13 October, 1989: Information Systems Security, Solutions for Today — Concepts for Tomorrow», National Institute of Standards and National Computer Security Center, 1989.
Основные положения 12-й Национальной конференции по компьютерной безопасности, которая прошла в Балтиморском конференц — центре 10-13 октября 1989 года. Основная тематика: Безопасность информационных систем. Решения сегодня — Концепции завтра",